# 丸亀市立飯山中学校
丸亀市立飯山中学校（まるがめしりつ はんざんちゅうがっこう）は、香川県丸亀市飯山町にある公立中学校。

## 沿革
- 1947年　坂本、法薫寺、飯野、川西の4中学校創立
- 1951年　4校が統合し、飯山中学校となる
- 2005年3月22日 - 丸亀市、飯山町、綾歌町合併により丸亀市立飯山中学校と校名変更

## 校区
- 丸亀市飯山町

## 教育目標
- 自主・自律の心をはぐくむ

## 主な学校行事
- 修学旅行
- 体育祭

## 校区が隣接している学校
- 丸亀市立綾歌中学校
- 丸亀市立南中学校
- 丸亀市立東中学校
- 坂出市立坂出中学校
- 坂出市立白峰中学校

## 著名な教職員・関係者
- 長尾健司 - 同校野球部元指導者